# Серф (остров)
Серф (англ. Cerf Island) — остров в составе Внутренних Сейшельских островов. На его территории находится национальный парк Святой Анны-Марии.

## География
Расположен в 4 км к востоку от острова Маэ. Площадь 1,27 км². 116 гектаров площади покрывают экзотические кустарники, которые являются местом обитания гигантских черепах (Megalochelys gigantea) и крыланов (Pteropodidae).

## История
Серф получил своё название от морского фрегата, посетившего Сейшельские острова в 1756 году. Ранее на нём процветала кокосовая индустрия.

## Туризм
Остров известен своими пляжами, также на нём проводится плавание и ныряние с трубкой.